# Втора македоно-одринска опълченска бригада
Втора македоно-одринска опълченска бригада е военна част от Македоно-одринското опълчение. Формирана е на 11 октомври 1912 година. Разформирована е на 1 септември 1913 година. Командир на бригадата е подполковник Антон Пчеларов.

## Състав
- Пета одринска дружина
- Шеста охридска дружина
- Седма кумановска (кюстендилска) дружина
- Осма костурска дружина
- Четиринадесета воденска дружина